# Pectinia lactuca
Pectinia lactuca är en korallart som först beskrevs av Peter Simon Pallas 1766.  Pectinia lactuca ingår i släktet Pectinia och familjen Pectiniidae. IUCN kategoriserar arten globalt som sårbar. Inga underarter finns listade i Catalogue of Life.